# 垂脊

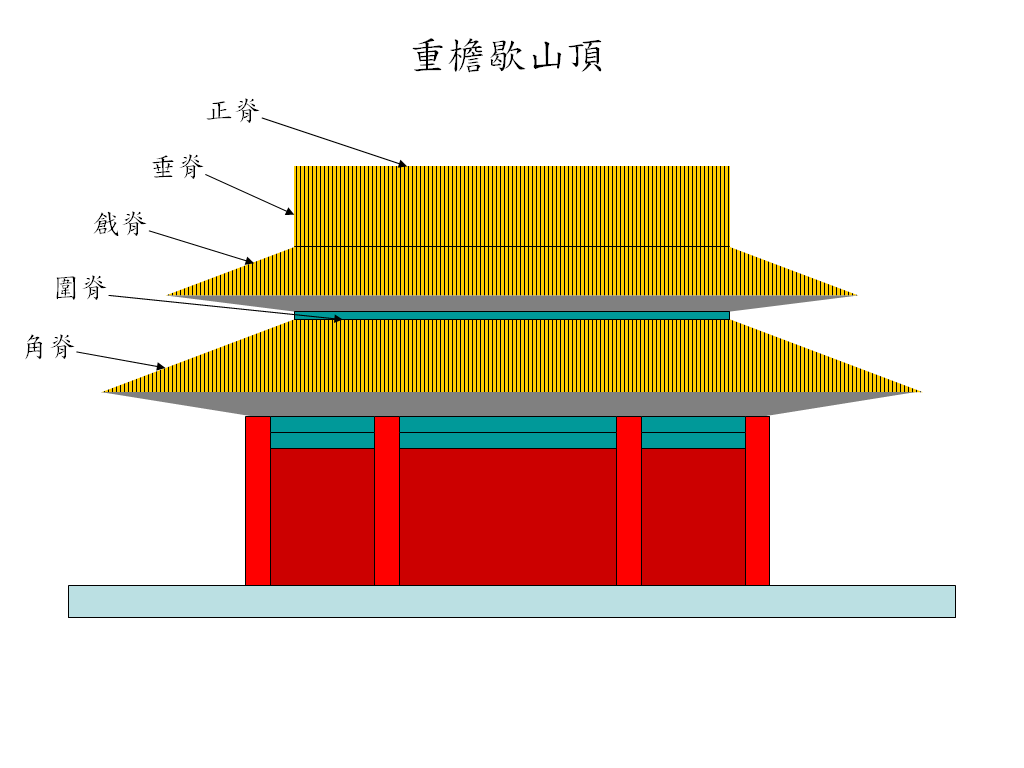
以重檐歇山頂，圖示各種屋脊名稱

垂脊是東亞古典建築屋顶的一种屋脊。在歇山顶、悬山顶、硬山顶的建筑上自正脊两端沿着前后坡向下，在攒尖顶中自宝顶至屋檐转角处。
对庑殿顶的正脊两端至屋檐四角的屋脊，一说也叫垂脊，但另一说为戗脊。
垂脊上有垂兽作饰物。其中歇山顶垂兽在垂脊下端，其余则在垂脊中间偏下的地方。卷棚歇山、悬山、硬山等级较低，不一定安置垂兽和蹲兽。